# König Hirsch
König Hirsch (le Roi Cerf) est un opéra en trois actes de Hans Werner Henze sur un livret Heinz von Kramer d'après le conte éponyme de Carlo Gozzi Il re cervo (1762). Il est créé au Städtische Oper Berlin le 23 septembre 1956 sous la direction de Hermann Scherchen, l'ouvrage révisé sous le titre Il re cervo créé à Cassel en mars 1963 sous la direction du compositeur.

## Distribution
- Le Roi Leandro ténor
- Le gouverneur Tartaglia baryton-basse
- Costanza soprano
- Le Précepteur basse
- Checco ténor
- Coltellino ténor
- Scollatelle I soprano
- Scollatelle II soprano
- Scollatelle III mezzo-soprano
- Scollatelle IV contralto
- Femme en noir contralto
- Statue I soprano
- Statue II soprano
- Chœur de courtisans, chasseurs, soldats, citadins, animaux.

## Argument
Abandonné dans la forêt par Tartaglia le gouverneur lorsqu'il était enfant, le roi Leandro a été élevé par des animaux sauvages.